# 광공진기

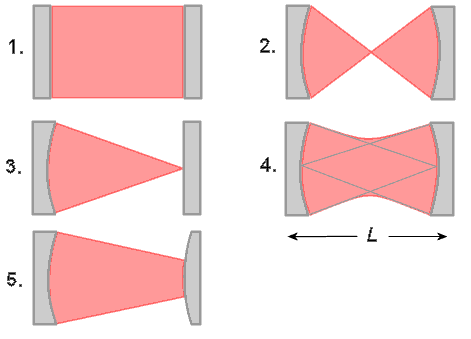

광공진기(光共振器)는 광파의 정상파 공동 공진기를 형성하는 거울들의 배열이다.
광공진기는 이득 매체(Gain Medium)를 둘러싸고 레이저 빛의 피드백을 제공하는 레이저의 주요한 요소중 하나이다. 그들은 또한 광 파라메트릭 발진과(optical parametric oscillation) 몇몇의 간섭계(interferometers)에 사용된다. 공진기에 구속된 빛은 특정 공명 주파수의 정상파를 발생시키면서 여러번 반사한다. 생성된 정상파 패턴은 모드라고 불린다. 가로모드(transverse modes) 세로 모드(longitudinal modes)는 오직 주파수내에서 다르다.

## 같이 보기
- 수직 캐비티 표면 광방출 레이저